# La Chapelle-la-Reine
La Chapelle-la-Reine é uma comuna francesa localizada na região administrativa da Île-de-France, no departamento Sena e Marne. A comuna possui 2125 habitantes segundo o censo de 1990.